# Norellisoma nigrovenosum
Norellisoma nigrovenosum är en tvåvingeart som beskrevs av Ozerov 2008. Norellisoma nigrovenosum ingår i släktet Norellisoma och familjen kolvflugor.
Artens utbredningsområde är Azerbajdzjan. Inga underarter finns listade i Catalogue of Life.